# Basse-Nubie

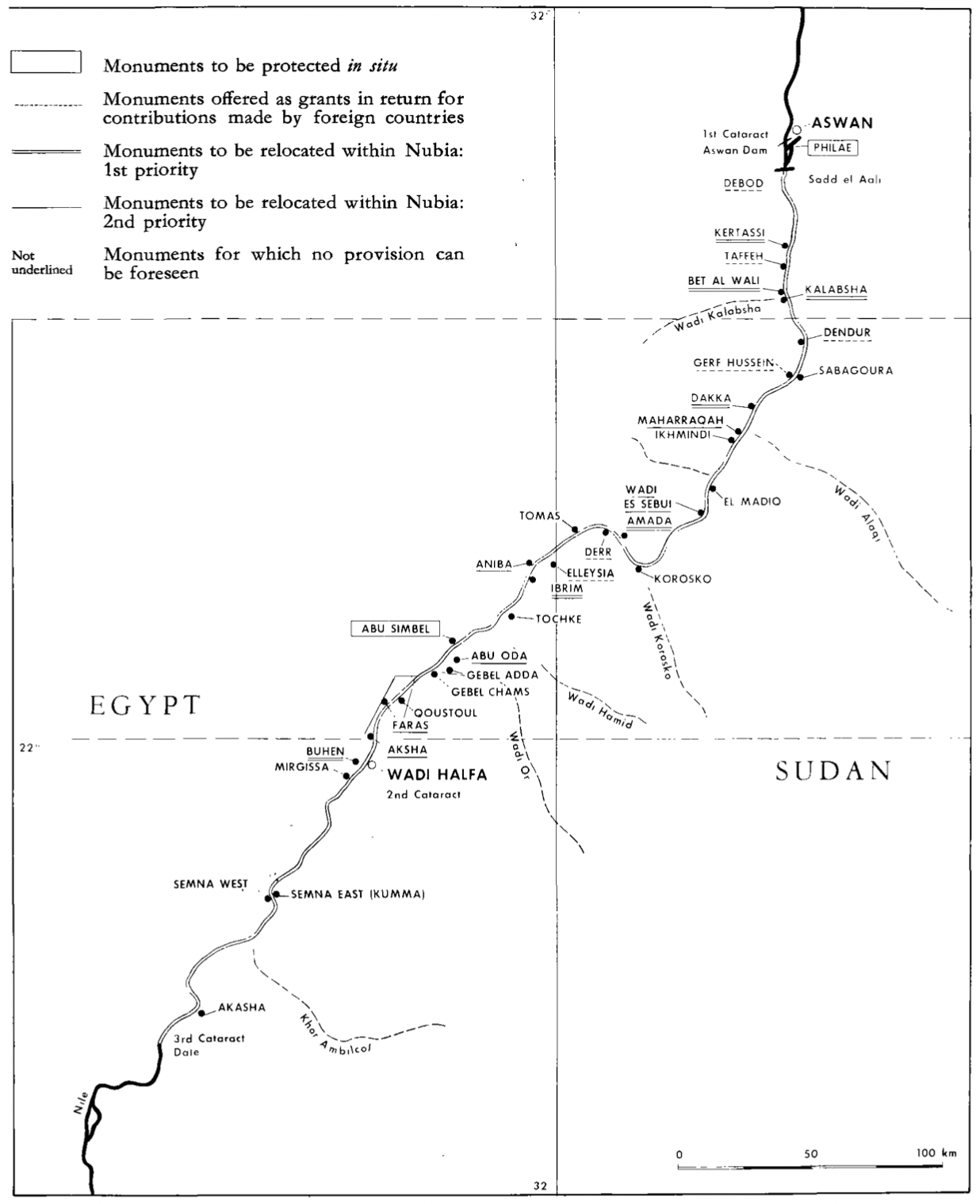
La Basse Nubie figure sur la liste des monuments en péril dans le Courrier de l'UNESCO de 1960.

La Basse-Nubie est la partie la plus septentrionale de la Nubie, à peu près contiguë au lac Nasser moderne, qui a submergé la région historique dans les années 1960 avec la construction du haut barrage d'Assouan. De nombreux monuments anciens de Basse-Nubie, ainsi que toute sa population moderne, ont été déplacés dans le cadre de la Campagne internationale de sauvegarde des monuments de Nubie ; Qasr Ibrim est le seul site archéologique majeur qui n'a été ni déplacé ni submergé,. Grâce aux travaux archéologiques intensifs menés avant l'inondation, l'histoire de la région est beaucoup mieux connue que celle de la Haute-Nubie.
Son histoire est également connue grâce à ses longues relations avec l'Égypte, notamment la Haute-Égypte voisine. La région a été historiquement définie comme étant située entre la première et la deuxième cataracte, qui se trouvent maintenant toutes deux dans le lac Nasser. La région était connue des géographes gréco-romains sous le nom de Triakontaschoinos.
Elle se situe en aval de la Haute-Nubie sur le Nil.

## Histoire

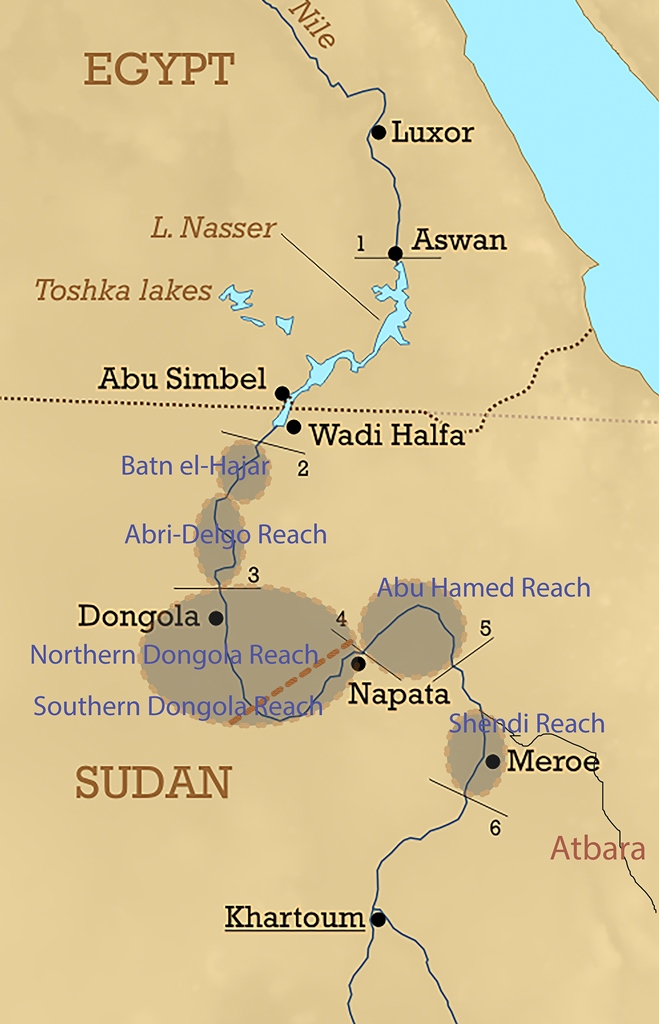
La Basse-Nubie se situe principalement entre la première et la deuxième cataracte avec quelques chevauchements historiques.

Pendant le Moyen Empire, la Basse-Nubie était occupée par l'Égypte. Lorsque les Egyptiens se sont retirés pendant la Deuxième Période intermédiaire, la Basse-Nubie semble avoir fait partie du Royaume de Haute-Nubie de Kerma. Au Nouvel Empire, toute la Nubie était bien intégrée à l'Égypte, mais avec la Troisième Période intermédiaire, la Basse-Nubie est devenue le centre de l'État indépendant de Kouch basé à Napata à un moment donné. Peut-être vers 591 avant notre ère, la capitale de Koush fut transférée au sud, à Méroé.
Avec la chute de l'Empire méroïtique au IVe siècle de notre ère, la région est devenue le foyer du groupe X, également connu sous le nom de culture Ballana, qui était probablement la Nobatie. Cette culture a évolué vers l'état chrétien de Nobatie au Ve siècle. La Nobatie a fusionné avec l'État de Makurie, en Haute-Nubie, mais la Basse-Nubie s'est progressivement arabisée et islamisée, pour finalement devenir indépendante. La majeure partie de la Basse-Nubie a été officiellement annexée par l'Égypte lors de la conquête ottomane de 1517, et elle est restée depuis lors une partie de l'Égypte, seul le sud étant le Soudan.

## Langue
Les preuves linguistiques indiquent que les langues kouchitiques étaient parlées en Basse-Nubie, région qui chevauche l'actuelle Égypte du Sud et une partie du Nord-Soudan, et que les langues nilo-sahariennes étaient parlées en Haute-Nubie au sud par les peuples de la culture Kerma, les langues soudaniques du Nord-Est de la Haute-Nubie ayant ensuite remplacé les langues kouchitiques de la Basse-Nubie,,,.
Julien Cooper (en 2017) affirme que dans l'Antiquité, les langues kouchitiques étaient parlées en Basse-Nubie :

« Dans l'Antiquité, les langues afroasiatiques du Soudan appartenaient principalement au phylum dit cushitique, parlé sur la côte orientale de l'Afrique et du Soudan au Kenya, y compris sur les Hautes Terres éthiopiennes. »

Julien Cooper indique également que les populations de langue soudanaise orientale du sud et de l'ouest de la Nubie ont progressivement remplacé les anciennes populations de langue kouchitique de cette région :

« En Basse-Nubie, il existait une langue afro-asiatique, probablement une branche du cushitique. À la fin du premier millénaire de notre ère, cette région avait été empiétée et remplacée par des locuteurs du soudan oriental arrivant du sud et de l'ouest, à identifier d'abord avec le méroïtique et les migrations ultérieures attribuables aux locuteurs nubiens. »

Dans Handbook of Ancient Nubia, Claude Rilly (en 2019) affirme que les langues kucshitiques dominaient autrefois la Basse-Nubie avec la langue égyptienne antique. Rilly déclare :

« Deux langues afro-asiatiques étaient présentes dans l'Antiquité en Nubie, à savoir l'égyptien ancien et le kouchitique. »

Rilly mentionne des documents historiques d'une puissante race parlant le kouchitique qui contrôlait la Basse-Nubie et certaines villes de Haute-Égypte. Rilly déclare :

« Les Blemmyes sont une autre tribu de langue kouchitique, ou plus probablement une subdivision du peuple Medjay/Beja, qui est attestée dans les textes napatains et égyptiens à partir du VIe siècle avant notre ère. »

À la page 134 :

« De la fin du IVe jusqu'au VIe siècle de notre ère, ils ont tenu des parties de la Basse-Nubie et quelques villes de la Haute-Égypte. »

Il mentionne la relation linguistique entre la langue Beja moderne et l'ancienne langue kouchitique Blemmye qui dominait la Basse-Nubie et que les Blemmyes peuvent être considérés comme une tribu particulière des Medjaÿ :

« La langue Blemmye est si proche du Beja moderne qu'elle n'est probablement rien d'autre qu'un dialecte ancien de la même langue. Dans ce cas, les Blemmyes peuvent être considérés comme une tribu particulière du Medjaÿ. »

En Haute-Égypte et dans le nord de la Basse-Nubie était présente une série de cultures, les Badarian, Amratian, Gerzean, A-Group, B-Group, et C-Group. Des preuves linguistiques indiquent que des langues kouchitiques étaient parlées en Basse-Nubie, une ancienne région qui chevauche l'actuelle Égypte du Sud et le Soudan du Nord, avant l'arrivée des langues soudaniques du Nord-Est au Moyen-Nil.